# 大文
大文（1986年12月27日—），本名郭文頤，台灣女演員，國立台灣藝術大學戲劇系畢業。曾與百白組成搞笑團體白文鳥。

## 演藝經歷

#### 電視/電影作品
- 電影《等一個人咖啡》飾演 / 小說社社員
- 電影《我的少女時代》飾演 / 趙曉枝
- 電影 《大顯神威》飾演 /  梅餅
- 電影《我的蛋男情人》飾演 / 胖蛋
- 電影《吃吃的愛》飾演 / 瘦瘦
- 電影《切小金家的旅館》飾演 / 女房客
- 電影《一吻定情》飾演 / 搶水龍頭女學生
- 電視劇《孤獨的美食家》飾演 / 紅包場歌手
- 電視劇《哇！陳怡君》飾演 / 拍拍
- 電視劇《致，第三者》飾演 / 杜美美
- 電視劇《原來1家人》飾演 /  科科
- 電視劇《美好年代》飾演 / 包琳琳
- 電視劇《稍息立正我愛你》飾演 / 男四女友
- 電視劇《動物系戀人啊》飾演 / 熊熊
- 電視劇《靈異街11號》飾演 / 夏朵朵
- 北村豐晴電視電影2018年《噬膽72》飾演/被外國人欺負女孩
- 電視劇 《想見你》飾演 / 昆布
- 電視劇《未來媽媽》飾演 / 曾美好
- 電影《破處》飾演 / 西施
- 電影《揭大歡喜》飾演 /
- 電影《消失的情人節》飾演 / 眼鏡男伴侶
- 網路劇《池塘怪談》飾演 /護士
- 網路劇《華燈初上》飾演
- 電視劇《茁劇場－綠島金魂》飾演 / 羅秀美
- 網路劇《這群人│校園大亂鬥-老師篇》飾演 / 厭世老師
- 電影《想見你》飾演 / 昆布
- 電視劇《最佳利益3－最終利益》飾演 / 曾惠紅
- 電視劇《地獄里長》飾演 / 年輕妻子
- 電視劇《茁劇場－非殺人小說》飾演 / 楊昕文
- 電視劇《妳是我的姐妹》飾演 /
- 電視劇《生日快樂》飾演 / 江青純

### 綜藝節目來賓
- 2022年：《來吧！營業中》7/16
- 2023年：《嗨！營業中第2季》9/2

#### 廣告/微電影作品
- 2014 康師父奶茶 微電影
- 2014 紅薑黃先生
- 2014 711《LINE著你集點》 追求篇
- 2014 711《LINE著你集點》 在一起篇
- 2015 INTEL 菜市場名同樂會《G醬篇》
- 2015 白蘭氏旭沛蜆精《偷吃篇》
- 2017 Bite 廣告 聯誼篇
- 2017 MEME直播有效篇
- 2018 7-11 櫻桃凱蒂春天嬉遊篇網路版
- 2019 蠻牛廣告《莫妮卡篇》

#### 劇場作品
- 【華山生活藝術節Non-Stop】發表作品：待把的女孩─《告白的距離》個人SOLO─《好想要朋友》
- 第39屆實驗劇展《Rabbit Hole》飾 NAT 獲金獅獎【最佳女配角】
- 第5屆台北藝穗節《伊登拾貳色》
- 台藝大戲劇系第40屆實驗劇展《中央公園西路》飾Phyllis
- 第6屆台北藝穗節－方圓聚《禿頭女病患》 飾消防大隊長／醫　蔡明亮咖啡廳

### 網路劇作品
- 【社畜時代】飾 大文 / 朱氏企業 - 設處部門 會計組專員